# Barbarella (pel·lícula)
Barbarella és una pel·lícula de ciència-ficció franco-italiana de 1968, dirigida per Roger Vadim i interpretada per Jane Fonda, Ugo Tognazzi, Anita Pallenberg, John Phillip Law i Milo O'Shea en els papers principals. La pel·lícula està basada en el còmic de ciència-ficció Barbarella de Jean-Claude Forest i Claude Brulé, i narra la història de Barbarella, una viatgera espacial i representant del govern de la Terra Unida que és enviada a trobar al científic Durand-Durand, qui ha creat una arma capaç de destruir a la humanitat.
Vadim va ser contractat per a dirigir Barbarella quan el productor Dino De Laurentiis va comprar els drets d'adaptació al cinema de la historieta. Vadim va demanar a diferents actrius que interpretessin el personatge principal (entre elles Virna Lisi, Brigitte Bardot i Sophia Loren) abans de triar a Fonda, que per a llavors era la seva esposa. La pel·lícula es va començar a rodar immediatament després que es va acabar la filmació d'una altra adaptació d'un còmic per part de De Laurentiis, Diabolik, de manera que les dues pel·lícules comparteixen diversos membres del repartiment i de personal.
Segons els títols de crèdit, el vestuari de Jane Fonda va ser dissenyat per Jacques Fonteray i confeccionat per Sartoria Farani, amb excepció del vestit verd en l'escena final que fos dissenyat per Paco Rabanne.

## Argument
En un futur no especificat, el president Dianthus (Claude Dauphin) del planeta Terra, li encarrega a l'aventurera espacial Barbarella (Jane Fonda) sortir en cerca d'un científic boig, el doctor Durand-Durand (Milo O'Shea), que habita en el planeta Lithion. Durand-Durand és l'inventor d'una superarma de làser anomenada llamp positrònic que els líders de la Terra temen caigui en mans equivocades. En arribar la seva nau s'estavella i Barbarella és deixada inconscient per un parell de nens, que la porten fins a les restes d'una nau, on és lligada i atacada per nines amb esmolats ullals. És rescatada per un habitant de SoGo (la ciutat del mal), Mark Hand (Ugo Tognazzi), un ermità que deambula pel gel buscant nens errants. Hand l'informa que Durand-Durand es troba a la ciutat de Sogo i s'ofereix a portar-la de tornada a la seva nau en el seu pot de gel. Barbarella li expressa el seu agraïment, assegurant-li que el seu govern li recompensarà per la molèstia i que mentrestant ella farà qualsevol cosa que ell li demani com a ajuda. Hand li demana que tinguin sexe, al que Barbarella es mostra confosa, en tant durant segles les persones de la Terra no tenen trobades sexuals tret que els resultats dels seus «psicocardiogrames estiguin en perfecta confluència». Barbarella finalment accedeix, però es mostra escèptica i li demana a l'home píndoles que, en la Terra, s'utilitzen per a augmentar l'experiència sensual no sexual, «fins que s'aconsegueixi un enteniment mutu complet». Hand suggereix que en canvi tinguin sexe en el seu llit, la qual cosa inicialment desconcerta Barbarella. Li diu a Hand que en la Terra només les persones pobres, que no tenen diners per a psicocardiogrames o píndoles, participen en activitats tan primitives, distraents i ineficients, perquè altres activitats brinden reeixidament suport a l'ego i autoestima. Amb tot, Hand la convenç i Barbarella descobreix que gaudeix d'això, si bé admet entendre per què en la Terra el sexe és considerat distraent.
Barbarella abandona el planeta i s'estavella novament en un laberint habitat per bandejats de Sogo. Coneix allí a l'àngel cec Pygar (John Phillip Law), que ha perdut la voluntat de volar. Pygar la presenta amb el Professor Ping (Marcel Marceau), qui s'ofereix a reparar la seva nau. Per poder continuar amb la seva missió ella sedueix Pygar, qui recupera la voluntat de volar després de la trobada sexual. Aconsegueix arribar a SoGo en braços de Pygar, només per ser capturats per la Reina Negra de Sogo (Anita Pallenberg) i el seu conserge. El conserge li descriu el Mathmos: energia vivent en forma líquida, alimentada per mals pensaments i utilitzada com a font d'energia en Sogo. Pygar ha de passar per una falsa crucifixió i Barbarella és posada en una gàbia, on centenars d'ocells es preparen per atacar-la. És rescatada llavors per Dildano (David Hemmings), líder de la resistència local, que s'uneix a la seva cerca de Durand. Dildano li dona una clau invisible per accedir a una cambra dels somnis on dorm la Reina, i l'envia de tornada a Sogo.
Barbarella és ràpidament capturada de nou pel conserge, que la introdueix en una màquina de plaer excessiu, que indueix un plaer sexual letal. Barbarella sobreviu a la màquina, que s'apaga. Es revela llavors que el conserge, commocionat per la destrucció de la màquina, és de fet Durand (que ha envellit 30 anys a causa del Mathmos). Durand vol convertir-se en el nou líder de Sogo i enderrocar la Reina Negra, per al que necessita el seu raig positrònic i l'accés a la cambra dels somnis. Durand porta Barbarella a la cambra, tancant-la dins amb la clau invisible. Barbarella es troba amb la Reina, qui li diu que si hi ha dues persones a la cambra, el Mathmos les devorarà. Durand es fa amb el control de Sogo, mentre Dildano i els seus rebels comencen el seu atac a la ciutat. La Reina Negra respon alliberant el Mathmos per destruir a Sogo. Protegits pel que la Reina Negra anomena la innocència de Barbarella, escapen del Mathmos i troben Pygar; l'àngel les pren als seus braços i surt volant. Quan Barbarella li pregunta a Pygar per què ha salvat a una tirana, aquest respon: «Un àngel no té memòria».

## Repartiment
- Jane Fonda: Barbarella
- John Phillip Law: Pygar, l'àngel
- Anita Pallenberg: La Gran Tirana, Reina Negra de Sogo
- Milo O'Shea: Doctor Durand-Durand /Conserge
- Marcel Marceau: Professor Ping
- Claude Dauphin: President Dianthus de la Terra
- Véronique Vendell: Capità Lluna
- Serge Marquand: Capità Sol
- Catherine Chevallier: Stomoxys
- Marie Therese Chevallier: Glossina
- David Hemmings: Dildano
- Ugo Tognazzi: Mark Hand

## Producció

### Desenvolupament i guions
Després de comprar els drets cinematogràfics dels còmics de Barbarella de Jean-Claude Forest, el productor Dino De Laurentiis va aconseguir un acord de distribució als Estats Units entre la francesa Marianne Productions i Paramount Pictures. Planejava filmar Diabolik, un llargmetratge menys costós, per a ajudar a cobrir els costos de producció. El 1966, Roger Vadim va expressar la seva admiració pels còmics (en particular per Peanuts, de Charles Schulz), afirmant que li agradava «l'humor salvatge i l'exageració impossible de les tires còmiques» i que volia «fer jo mateix alguna cosa d'aquest estil en la meva pròxima pel·lícula, Barbarella». Vadim veia la pel·lícula com una oportunitat de «representar una nova moral futurista... Barbarella [no] se sent culpable pel seu cos. Vull fer una cosa bella a partir de l'erotisme». La seva esposa, l'actriu Jane Fonda, va assenyalar que Vadim era fanàtic de la ciència-ficció; segons el director, «en la ciència-ficció, la tecnologia ho és tot ... Els personatges són molt avorrits, no tenen psicologia cap. Vull fer aquesta pel·lícula com si hagués arribat a un planeta estrany amb la meva cambra a l'espatlla, com si fos un reporter fent un noticiari».
Quan Terry Southern va acabar d'escriure els diàlegs de Peter Sellers per Casino Royale, va volar a París per a reunir-se amb Vadim i Fonda. Southern, que havia conegut a Vadim a París a principis dels anys 50, va veure com un nou repte escriure una comèdia de ciència-ficció basada en un còmic. Va gaudir escrivint el guió, sobretot l'striptease inicial i les escenes amb petites joguines robòtiques que persegueixen a Barbarella per a mossegar-la. Southern gaudia de treballar amb Vadim i Fonda, però li va semblar que De Laurentiis només pretenia fer una pel·lícula barata i no necessàriament bona.. Southern va dir posteriorment: «Vadim no estava particularment interessat en el guió, però era un tipus molt divertit, amb un ull perspicaç per a l'eròtic, el grotesc i l'absurd. I Jane Fonda era estupenda en tots els sentits». Southern es va sorprendre en veure que els crèdits del seu guió li van ser acreditats a Vadim i a diversos guionistes italians, a més d'ell mateix. Entre els guionistes acreditats es trobaven Claude Brulé, Vittorio Bonicelli, Clement Biddle Wood, Brian Degas, Tudor Gates i Forest; Degas i Gates van ser contractats per De Lautentiis després de quedar impressionat amb el seu treball a Diabolik. Charles B. Griffith va dir més tard que havia fet un treball no acreditat en el guió, afirmant que l'equip de producció «va contractar uns altres catorze escriptors» després de Southern «abans que arribessin a mi. No vaig obtenir crèdit perquè vaig ser l'últim.» Segons Griffith, «va reescriure al voltant d'una quarta part de la pel·lícula que es va rodar, i després es va tornar a rodar, i vaig afegir el concepte que feia milers d'anys que no existia la violència, de manera que Barbarella era molt maldestra durant tota la pel·lícula. Es perjudica a si mateixa i tot això. Era bastant ridícul. Això de Claude Dauphin i l'habitació de suïcidi també van ser part de la meva contribució a la pel·lícula».

### Preproducció i càsting

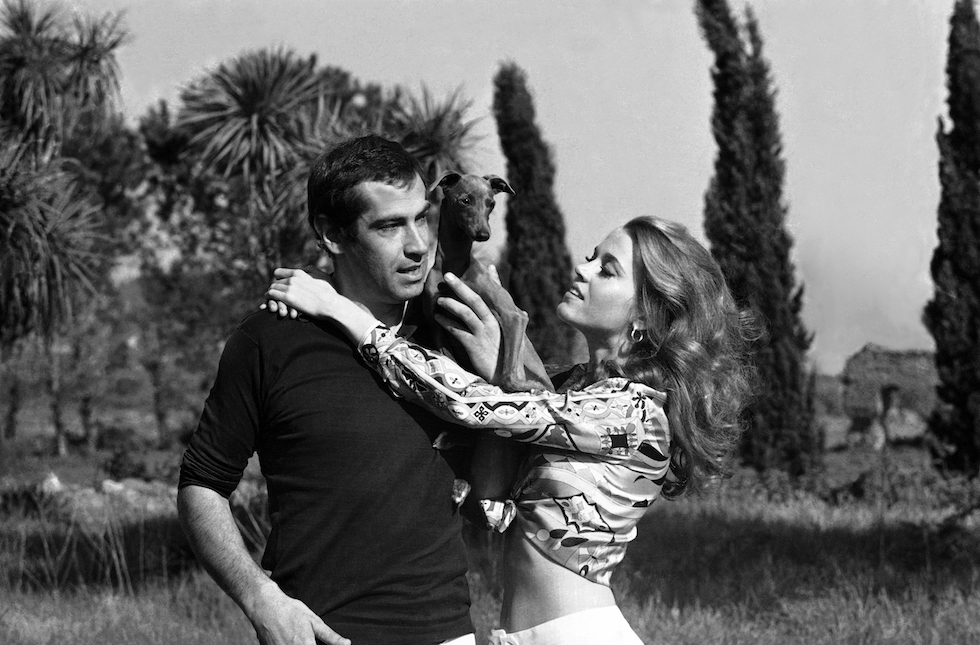
Roger Vadim i Jane Fonda a Roma el 1967 durant el rodatge de la pel·lícula.

Es va parlar amb diverses actrius abans de triar a Jane Fonda per al paper de Barbarella. La primera opció de De Laurentiis va ser Virna Lisi; la segona va ser Brigitte Bardot, que no estava interessada en un paper sexualizat. La seva tercera opció era Sophia Loren, que estava embarassada i considerava que no encaixaria en el paper. Fonda no estava segura de fer la pel·lícula, però Vadim la va convèncer dient-li que la ciència-ficció era un gènere que evolucionava ràpidament. Abans de rodar Barbarella, Fonda havia protagonitzat dos escàndols sexuals: el primer, quan el seu cos nu es va exhibir en una tanca publicitària de vuit pisos per a promocionar l'estrena de La Ronde en 1965 (dirigida per Valim), i el segon, quan es van vendre a Playboy, a l'any següent, diverses fotos de nus innocents preses en el plató tancat de Vadim per a La Curée. Segons el biògraf Thomas Kiernan, l'incident de la tanca publicitària la va convertir en un símbol sexual als Estats Units. Vadim va dir que no volia que l'actriu interpretés a Barbarella «en to irònic», i que veia al personatge com «només una noia encantadora i normal amb un estupend historial espacial i un cos encantador. No vaig a intelectualitzar-la. Encara que hi haurà una mica de sàtira sobre la nostra moral i la nostra ètica, la pel·lícula serà més un espectacle que un exercici cerebral per a uns quants intel·lectuals del carrer». Fonda va considerar que la seva prioritat per a Barbarella era «mantenir-la innocent»; el personatge «no és una vampiressa i la seva sexualitat no es mesura per les regles de la nostra societat. No és promíscua, sinó que segueix la reacció natural d'una altra mena d'educació. Tampoc és una anomenada «dona sexualment alliberada». Això significaria rebel·lió contra alguna cosa. Ella és diferent. Ha nascut lliure».
Fonda li va recomanar personalment a Vadim contractar a John Phillip Law com Pygar, després del seu treball en Hurry Sundown; durant la seva estada a Roma, l'actor va viure amb Fonda, Vadim i Forest en la seva hisenda llogada en la Via Apia. Law, àvid lector de còmics des de la infància, va llegir els còmics de Forest i va estudiar al personatge de DC Comics de Hawkman per a inspirar-se. El retard en la preproducció de Barbarella li va permetre a Law rodar dos papers abans de comprometre's amb la pel·lícula: com Bill Meceita en el spaghetti western La mort va a cavall, i com el personatge principal de Diabolik. Per al paper de la Reina Negra, Southern va recomanar a la model Anita Pallenberg, llavors xicota del membre dels Rolling Stones Brian Jones; Southern s'havia fet amic d'ella mentre treballava amb la banda en una adaptació de La taronja mecànica. A les còpies en anglès de la pel·lícula, la veu de Pallenberg va ser doblegada per l'actriu anglesa Joan Greenwood.
El mim francès Marcel Marceau va tenir el seu primer paper parlat en la pel·lícula com el Professor Ping. Comparant Ping amb el seu personatge teatral Bip el pallasso i Harpo Marx, va dir que no «oblidava les línies, però em costa organitzar-les. És una forma diferent de fer sortir el que hi ha dins. Va del cervell a les cordes vocals, i no directament al cos».
Tot el vestuari de la pel·lícula, inclòs el de Fonda, va ser dissenyat pel dissenyador de vestuari francès Jacques Fonteray i fabricat per Sartoria Farani, i el vestit de Barbarella en les escenes finals està, com diuen els crèdits, «inspirat en les idees de el» dissenyador de moda Paco Rabanne. Els vestits de Barbarella van ser la interpretació de Fonteray de la visió de Forest, combinant l'estètica orientalista i medieval amb les armadures de samurai. Forest també va treballar en el disseny de producció de la pel·lícula, i va ser acreditat en la pel·lícula com el seu «assessor artístic». En una entrevista de 1985, va dir que durant la producció no li importava el seu còmic original i que estava més interessat en la indústria del cinema: «Els artistes italians eren increïbles; podien construir qualsevol cosa en molt poc temps. Vaig veure tots els dailies (les escenes diàries sense editar), una quantitat increïble de cinta. Les decisions que es van prendre per al muntatge final a partir d'aquestes imatges no van ser les que m'haguessin agradat, però jo no era el director. No era assumpte meu».

### Rodatge
Segons Law, Barbarella va començar a rodar-se després que la producció de Diabolik va acabar el 18 de juny de 1967; escenaris com el club nocturn de Valmont a Diabolik es van utilitzar en totes dues pel·lícules. Barbarella es va rodar a Cinecittà, a Roma. Per a filmar la seqüència de títols en striptease, Fonda va dir que el decorat es va girar cap amunt perquè quedés orientat cap al sostre del plató. Es va col·locar un cristall gruixut en l'obertura del plató i la cambra es va penjar de les bigues per damunt. Fonda es va pujar al cristall per representar l'escena. En altres escenes es va penjar Fonda boca avall en una enorme cuba d'oli i gel sec, i se li va espellar l'estómac quan va ser llançada per un tub de plàstic. Per les escenes en les quals intervé la Màquina del Plaer Excessiu, Fonda i Milo O'Shea no van ser informats de les explosions que es produirien en el plató, ja que l’attrezzo estava equipada amb bengales i bombes de fum. Fonda va explicar que «Vadim volia que ens veiéssim naturals, així que no ens va dir que hi hauria una gran explosió. Quan la màquina va esclatar, va haver-hi flames i fum pertot arreu, i les espurnes corrien pels cables. Em vaig espantar molt, i el pobre Milo estava convençut que alguna cosa havia sortit malament i m'estava electrocutant».
Per l'escena en la que Barbarella és atacada per colibrís, es van utilitzar reietons i periquitos, ja que era il·legal enviar colibrís a l'estranger. Els ocells no es van comportar com Vadim esperava, la qual cosa li va portar a emprar un gran ventilador per a bufar-los cap a Fonda, que portava escaiola al seu vestit. El crític de cinema Roger Ebert, després de visitar el plató, va escriure que el ventilador va fer que els ocells «perdessin el control sobre les funcions corporals naturals, per la qual cosa tot va ser una mica desordenat». Ebert va concloure que «després de dues setmanes d'això, [Fonda] va tenir febre i va ser hospitalitzada. No puc revelar aquí com van fer finalment l'escena».
L'actriu va descriure posteriorment el seu malestar en el plató de la pel·lícula. En la seva autobiografia, Fonda va dir que Vadim començava a beure durant l'esmorzar, la seva veu es posava embullada i «les seves decisions sobre com rodar les escenes sovint semblaven poc meditades». Fonda era bulímica i, en aquella època, era «una jove que odiava el seu cos... interpretant a una heroïna sexual escassament vestida i a vegades nua». El fotògraf David Hurn es va fer ressò de Fonda, assenyalant que ella se sentia insegura del seu aspecte durant les sessions fotogràfiques de la producció. L'actriu es va prendre dies de baixa per malaltia perquè la pòlissa d'assegurances de la pel·lícula cobrís el cost d'una parada mentre s'editava el guió. Vadim afirmaria més tard en les seves memòries que Fonda «no va gaudir del rodatge de Barbarella», concretament que «no li agradava el personatge central per la seva falta de principis, l'explotació descarada de la seva sexualitat i la seva irrellevància respecte a les realitats socials i polítiques contemporànies».

### Banda sonora
Michel Magne va rebre l'encàrrec de compondre la banda sonora de Barbarella, però el seu esforç va ser descartat. La banda sonora de la pel·lícula, realitzada pels compositors-productors Bob Crewe i Charles Fox, ha estat descrita com lounge o exòtica. Crewe era conegut per compondre cançons dels anys 60, com «Big Girls Don't Cry» dels Four Seasons. Part de la música s'atribueix a la Bob Crewe Generation, un grup de músics de sessió que va contribuir a la banda sonora. Crewe va convidar al grup novaiorquès Glitterhouse, al qual coneixia pel seu treball de producció, a fer les veus de les cançons. En la seva autobiografia, va reflexionar sobre la banda sonora, dient que «clarament necessitava tenir un enfocament divertit i futurista, amb sensibilitat musical dels anys seixanta».

## Recepció

### Contemporània
Algunes publicacions contemporànies van assenyalar que les primeres escenes de la pel·lícula eren agradables, però que la seva qualitat va disminuir a partir de llavors. Segons la ressenya crítica de Wendy Michener a The Globe and Mail, després de l'escena del striptease «tornem a submergir-nos en el món mundà, per no dir inane, del thriller d'espies amb un avorrit revestiment de ciència-ficció futurista» i «es queda aquí, amb tots els seus escenaris psicodèlics de plàstic». El guió i l'humor de Barbarella van ser criticats; un crític de Variety va descriure el guió com a «pla», amb tot just «unes poques línies de diàleg ximples-divertides» per a un «repartiment que no és particularment adepte a la comèdia». Dan Bates va escriure en Film Quarterly que «els moments de sàtira aguda... són benvinguts i refrescants, però són més aviat infreqüents», i Renata Adler, de The New York Times, va assenyalar que «existeix el supòsit que el mer fet d'esmentar una cosa (sexe, política, religió) la fa divertida».
Els crítics van elogiar el disseny i la fotografia de la pel·lícula. La crítica de Variety, majoritàriament negativa, va assenyalar «una certa quantitat de producció de luxe i poliment» i, segons Derek Malcolm de The Guardian, «la límpida fotografia en color de Claude Renoir i els cridaners efectes especials de August Lohman són els que salven la pel·lícula una vegada i una altra». Un crític del Monthly Film Bulletin va escriure que el decorat de Barbarella és «notablement fidel als originals de Jean-Claude Forest», assenyalant una «important contribució de Claude Renoir com a director de fotografia» i «el fantàstic vestuari de Jacques Fonterary i Paco Rabanne». James Price (Sight & Sound) va estar d'acord, citant «la inventiva dels decorats i la riquesa de la fotografia de Claude Renoir».
Malcolm i Lohman van criticar la naturalesa, els temes i el to de Barbarella, i Malcolm la va qualificar de «pel·lícula desagradable», «a la moda fins a la medul·la» i «essencialment una astuta peça d'explotació». Lohman va suggerir que l'humor de la pel·lícula consistia «no [en] acudits, sinó una esgotada pallissa sàdica». Bates la va qualificar de «pures escombraries subadolescents» i «mancada d'importància social o artística redemptora».
Michener va elogiar Barbarella com a part de «la primera ciència-ficció femenina». Les seves peludes catifes daurades, els seus quadres impressionistes i la seva nau espacial tenien «un disseny indiscutiblement femení en comparació amb qualsevol dels projectils actuals»; Barbarella no és «una superdona que desafia als homes, sinó una dolça i suau criatura que sempre està disposada a complaure a un home que sigui el seu rei». Segons Price, «hi ha una veritable fascinació en la seva idea bàsica, que és una feliç creença en la supervivència de la sexualitat... La idea fascina, però l'execució decep d'alguna manera (quantes vegades cal dir això sobre Vadim)». La crítica de Bates concloïa: «L'any en què Stanley Kubrick i Franklin Schaffner van elevar per fi la pel·lícula de ciència-ficció més enllà de l'abisme de l'espectacle infantil, Roger Vadim l'ha tornat a derrocar».

### Retrospectiva
Nombroses crítiques retrospectives han analitzat l'argument i el disseny de Barbarella. Encara que notant que Barbarella «no està a l'altura de Et mourir de plaisir, ni de La jeune fille assassinée com una de les millors pel·lícules de Vadim», Lucas assenyala que «l'encant que encara conserva la pel·lícula es deu enterament a la seva imaginació visual i a la seva artificiositat exagerada i Fellinesca». Segons Keith Phipps, de The A.V. Club, «Mario Garbuglia no deixa de llançar-li a l'heroïna imatges enginyoses i decorats extraordinaris», però «el viatge en si mateix és una pesadesa implacable». Sean Axmaker, de Video Librarian, va qualificar la pel·lícula de «escenografia i colorit salvatge que triomfa sobre la història i els personatges». Taylor va assenyalar la falta de «ímpetu argumental», suggerint que Vadim pot haver estat «preocupat pels efectes especials, encara que són [i van ser] bastant cursis». Kim Newman (Empire) va donar a Barbarella tres estrelles de cinc, qualificant la pel·lícula de «literalment episòdica» i escrivint que els episodis dediquen «més temps a la direcció artística, el vestuari i la pista musical psicodèlica que a la trama».
Sobre els seus elements sexuals, Brian J. Dillard va escriure que els rols de gènere de la pel·lícula no eren «particularment progressistes, especialment tenint en compte l'acudit que Barbarella té les seves primeres bocades de la còpula física després de tota una vida de sexe virtual 'avançat'», a la seva crítica a AllMovie. Phipps va considerar la pel·lícula «una oportunitat perduda», assenyalant que el material d'origen formava part de «una ona emergent de còmics europeus per a adults» que «Vadim va filmar amb indiferència». David Kehr, del Chicago Reader, va considerar que la pel·lícula era «lletja» en diversos nivells, especialment en els seus «valors humans». Newman va resumir la pel·lícula com a «alegre, kitsch i camp», amb «una successió de creacions de moda realment sorprenents amb tota la confiança d'una generació que pensava que el sexe era, sobretot, divertit». Newman va comparar la pel·lícula amb 2001: Una odissea de l'espai i La guerra de les galàxies, escrivint que Barbarella les fa semblar «conservadores» en comparació. La crítica de Charles Webb per a MTV va assenyalar que Barbarella sofreix quan se la descriu com un «clàssic del camp», ja que hi havia «molt a agradar en el treball de Fonda aquí i en la pel·lícula en el seu conjunt»; «Fonda aporta ingenuïtat i dolçor a un paper que requereix un cert nivell de comoditat al nu en la pantalla, mentre que l'hostil planeta Lythion és una desfilada de formes inventives i estranyes de posar en perill a la nostra heroïna». De la mateixa manera, Lucas va declarar que «l'actuació de Fonda, que els ximples s'obstinen a trobar controvertida o comprometedora, ha envellit millor que el 90% dels seus treball 'seriós'; sense la seva centrífuga presència d'ulls oberts i els seus canvis de vestuari plens de suspens, un té la impressió que tota la producció podria girar bojament fora de control i de la pantalla».

## Llegat i influència

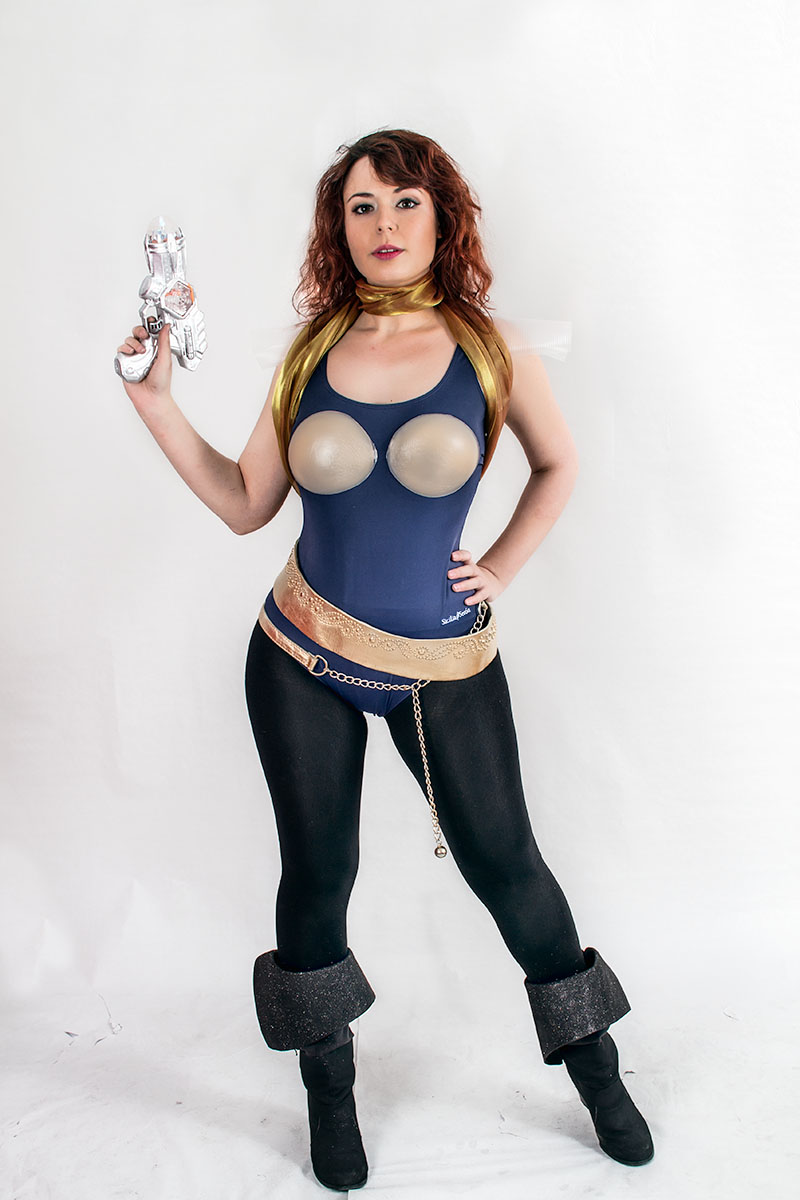
Una dona fent cosplay de Barbarella. L'escriptor Jerry Lembcke ha assenyalat que la popularitat de Barbarella anava més enllà de la comunitat de cinèfils.

Barbarella i Diabolik van fer part d'una tendència menor d'adaptacions cinematogràfiques italianes de còmics europeus (coneguts a Itàlia com fumetti) que emfatitzaven un sadomasoquisme lleu i robes i eines fetitxistes de finals dels anys seixanta; a part d'aquestes dues pel·lícules, en 1968 es va estrenar Satanik, de Piero Vivarelli, amb una temàtica similar.A aquestes els van seguir Ms. Stiletto, de Bruno Corbucci, en 1969, i Bava Yaga, de Corrado Farina, en 1973.La producció i el disseny de vestuari de totes dues pel·lícules reflecteixen també un moviment més ampli de retrofuturisme que es va veure a les pel·lícules de gènere europees dels anys 60 i 70. Entre elles es troben La Matriarca i Scacco alla regina de Pasquale Festa Campanile, Così dolce... così perversa d'Umberto Lenzi, Col cuore in gola, de Tinto Brass, Una sull'altra i Una lucertola con la pelle di donna, de Lucio Fulci, La decima vittima, d’ Elio Petri, Femina ridense, de Piero Schivazappa, i Camille 2000 i Esotika Erotika Psicotika (també anomenada The Lickerish Quartet), de Radley Metzger.
Segons el Los Angeles Times, Barbarella pot semblar «pintoresca» per al públic modern, però la seva «imatgeria ha ressonat durant anys en la cultura pop». Lisa Eisner, del The New York Times, va nomenar Barbarella «la deessa del sexe més icònica dels anys 60." El vestuari de la pel·lícula va influir en els dissenys de Jean-Paul Gaultier per a El cinquè element, i Gaultier es va enfocar en el vestit metàl·lic de Paco Rabanne que portava Fonda.
Barbarella va ser qualificada posteriorment com una pel·lícula de culte. L'escriptor Jerry Lembcke ha destacat la popularitat de la pel·lícula, que estava disponible en petits videoclubs, i era coneguda més enllà de la comunitat de cinèfils. Segons Lembcke, qualsevol «dubte respecte al seu estatus de culte es va dissipar quan Entertainment Weekly la va classificar en el número 40 de la seva llista de les 50 millors pel·lícules de culte» en 2003. Va citar la popularitat de la pel·lícula en Internet, amb fansites que van des d'un festival de Barbarella a Suècia fins ressenyes i vendes d'objectes relacionats amb la pel·lícula. Lembcke escriu que els llocs web se centren en el personatge de Barbarella.
Barbarella ha influït també en la música popular, i el grup musical Duran Duran va prendre el seu nom de l'antagonista de la pel·lícula. El grup va llançar posteriorment una pel·lícula/concerto, Arena (An Absurd Notion), amb Milo O'Shea reprenent el seu paper en Barbarella. Entre els vídeos musicals influenciats per Barbarella es troben «Put Yourself In My Place» de Kylie Minogue i «Break Free» d’ Ariana Grande.

### Propostes de seqüela, remake i sèries de televisió
El novembre de 1968 es va planejar una seqüela de Barbarella. El productor Robert Evans va dir que el seu títol provisional seria Barbarella Goes Down, amb el personatge vivint aventures submarines. Terry Southern va dir que va ser contactat per de Laurentiis l'any 1990 per escriure una seqüela «a baix cost... però amb molta acció i molt sexe», i possiblement protagonitzada per la filla de Fonda.
A la dècada del 2000 es va proposar una nova versió de Barbarella, i el director Robert Rodriguez estava interessat a desenvolupar una versió després del llançament de Sin City. Universal Pictures tenia previst produir la pel·lícula, amb Rose McGowan interpretant a Barbarella. Dino i Martha De Laurentiis van signar amb els escriptors Neal Purvis i Robert Wade, que havien treballat a Casino Royale. Quan el pressupost de la pel·lícula va superar els 80 milions de dòlars, Universal es va retirar. Segons Rodríguez, no volia que la seva pel·lícula semblés la de Vadim. Va buscar un finançament alternatiu quan Universal no va assolir el seu pressupost i va trobar un estudi a Alemanya que li proporcionaria un pressupost de 70 milions de dòlars. Rodríguez finalment va abandonar el projecte, ja que l'ús d'aquest estudi requeriria una llarga separació de la seva família. Dino i Martha De Laurenti són encara acreditats com a productors.
Gaumont International Television va anunciar un pilot per a una sèrie de televisió basada en la pel·lícula d'Amazon Studios el 2012. El pilot hauria estat escrit per Purvis i Wade i dirigit per Nicolas Winding Refn, i la sèrie s'ambientaria a Àsia. Refn va parlar de la sèrie el 2016 explicant que tenia un interès més gran en desenvolupar The Neon Demon que Barbarella, i va concloure que «algunes coses són millor deixar intactes. No cal per refer-ho tot.» L'11 d'octubre de 2022, Deadline informa que Sydney Sweeney protagonitzarà el personatge principal i també produirà la pel·lícula.